# فردا دیر است
فردا دیر است یک مجموعه تلویزیونی محصول سال ۱۳۷۶–۱۳۷۷ به کارگردانی حسن فتحی، نویسندگی چیستا یثربی، فریبرز کامکاری، حسن فتحی، رضا صابری و تهیه‌کنندگی اسماعیل عفیفه می‌باشد که از شبکه ۳ پخش شد. این مجموعه در ۲۶ قسمت ۵۰ دقیقه‌ای تهیه شد.

## خلاصه داستان
دکتر سارا عابدینی به اتفاق یکی از اساتید قدیمی خود یک مرکز مشاوره درمانی تأسیس می‌کند. به تدریج یک مددکار اجتماعی به نام حبیب بابایی و دختر جوانی به نام شیرین به عنوان منشی مرکز در آنجا مشغول به کار می‌شوند. بیمارانی که به مرکز مشاوره مراجعه می‌کنند و مشکلاتی که در زندگی شخصی دارند چهارچوب اصلی این مجموعه را تشکیل می‌دهد و …

## بازیگران
| بازیگر            | نقش                 | توضیحات                  |
| ----------------- | ------------------- | ------------------------ |
| حمید مظفری        | دکتر سعید علی آبادی | روانشناس پدر سینا و سهیل |
| فاطمه گودرزی      | دکتر سارا عابدینی   | روانشناس ،مادر مهرداد    |
| رضا بنفشه خواه    | دکتر رزاقی          | رئیس بیمارستان           |
| جهانگیر صمیمی فرد | ذبیح                | دایی شیرین،همسر ناهید    |
| علی گوهری         | حبیب بابایی         | مددکار                   |
| صدیقه کیانفر      | مادرجون             | مادر حبیب                |
| فاطمه طاهری       | زهرا                | مادر شیرین               |
| عباس ظفری         |                     |                          |
| حسین کسری         | آقاجون              | پدرشوهر دکترعابدینی      |
| ژاله صامتی        | شیرین حمیدی         | منشی مطب                 |
| مصطفی جوادی       | پیمان               | داماد خانواده            |

### بازیگران مهمان
- محمود بنفشه‌خواه آقای فتوحی
- کوروش تهامی امین فلکی
- مریلا زارعی تارا سورانی
- شراره درشتی لیدا خزائی
- مینا جعفرزاده مادر آقای خاوری
- ناصر گیتی‌جاه محسن مدرسی (پدرسیما)
- مهری مهرنیا  پیرزن اپیزود آن سوی خط
- هایده حائری خانم شاهپوری
- امید زندگانی توماس مورگان (بهروز شکری)
- پروین میکده خدمتکار عمه خانم(گلاب خاتون)
- کتایون ریاحی حبیبه (مهرانه،حمیده) فتاحی
- شقایق دهقان بهاره
- آیدا تبیانیان مهرانه سلطانی
- تانیا جوهری مادر بهروز شکری
- جمیله شیخی ملوک اعظم صدر آرا(عمه خانم)
- حسین خانی‌بیک پدر حیدر
- رضا مولایی سینا علی آبادی
- علی طالب لو آقای مشتاق
- زهره صفوی خانم سورانی (مادر تارا)
- عزیزالله هنرآموز شاه غلام
- محمود پاک‌نیت سهراب رشیدی
- محمود مقامی آقا حیدر
- ایرج سنجری  هومن مطیعی
- امیر طیاری آقای سعادت
- مهوش صبرکن خانم تمدن
- مهوش وقاری بتول خانم (مادر حیدر)
- امیر آتشانی احمد خاوری
- سیروس همتی گارسون رستوران
- سارا پرچم ماهپاره شاهپوری
- سید حسن حسینیان علی آقا